# Ilja Ivanov

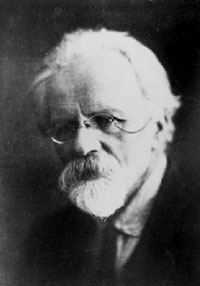
Ilja Ivanov, 1927

Ilja Ivanovitsj Ivanov (Russisch: Илья Иванович Иванов) (Sjtsjigry, 1 augustus 1870 - Alma-Ata, 20 maart 1932) was een Russische bioloog, die gespecialiseerd was in kunstmatige inseminatie en hybride biologie. Hij is bekend door zijn poging een mens-aap-hybride te creëren.

## Biografie
Ivanov studeerde in 1896 af aan de universiteit van Charkiv en werd daar in 1907 fulltime professor. Daarna werkte hij onder meer als onderzoeker in het beschermde gebied Askania-Nova, het Centrale Experimentele Station voor het Onderzoek naar de Reproductie van Huisdieren en van 1928 tot 1930 aan het Zoölogische Instituut van Moskou. Rond de eeuwwisseling perfectioneerde hij de kunstmatige inseminatie en de toepassing hiervan bij het fokken van paarden. Zijn onderzoek hiernaar was sensationeel in die tijd en zijn station werd bezocht door paardenfokkers van over de hele wereld. Ook was hij pionier in het gebruik van artificiële inseminatie om diersoorten te kruisen. Hij was de eerste, of een van de eersten, die een zebroïde (een kruising van een zebra en een ezel creëerde. Maar ook kwam hij met een żubroń (een kruising van een wisent en een gewone koe), een hybride van een antilope en een koe, een kruising van een muis en een rat, van een muis en een huiscavia en nog verschillende andere kruisingen. De studie van genetica stond in die tijd nog in de kinderschoenen en velen dachten dat dergelijke experimenten konden leiden tot nieuwe dieren en belangrijk konden zijn.

## Mens-aap-hybride[1]
Zijn meest controversiële studie betrof zijn poging een hybride van een mens en een aap te creëren. Al in 1910 had hij tijdens een congres voor zoölogen in Graz gesteld, dat het mogelijk was via kunstmatige inseminatie tot zo'n kruising te komen, maar pas in de jaren twintig ging hij werkelijk aan de slag om dit te bereiken. In 1924 kreeg hij van het Pasteur Instituut in Parijs toestemming om van diens experimentele  primaten-station in Kindia, Frans-Guinee, gebruik te maken. Ook kreeg hij steun van de Sovjet-regering in de persoon van Nikolaj Petrovitsj Gorboenov, hoofd van het departement van Wetenschappelijke Instituten. In Kindia bleken geen volwassen chimpansees te zijn. Ivanov regelde daarom met de gouverneur dat experimenten werden gehouden in de botanische tuinen van Conakry in toenmalig Frans-Guinee. In november 1926 kwam hij met zijn zoon in Conakry aan en op 28 februari 1927 werd op kunstmatige wijze bij twee chimpansees menselijk sperma ingebracht. In juni werd een derde aap 'behandeld'. In juli vertrokken de Ivanov's met dertien apen uit Frans-Guinee, waaronder de drie bewuste apen. Ze wisten dat de eerste twee niet zwanger waren geworden, de derde chimpansee overleed in Frankrijk. De overige apen werden naar een nieuw primaten-station in Soechoemi getransporteerd. Ivanov probeerde een experiment te regelen, waarbij vrouwen in Frans-Guinee met apensperma zouden worden geïnsemineerd, maar dit stuitte op verzet van de Franse koloniale autoriteiten. Na zijn terugkeer in de Sovjet-Unie, in 1927, trachtte hij een soortgelijk experiment te organiseren in Soechoemi. Materialistische biologen van de Communistische Academie waren hiervoor wel te vinden en begonnen zijn experiment te plannen, maar tot een inseminatie is het uiteindelijk niet gekomen: in juni 1929 overleed de enige volwassen aap, een orang-oetan. Nieuwe apen konden niet eerder dan in de zomer van 1930 in Soechoemi arriveren. Gorboenov en verschillende wetenschappers die bij de experimenten betrokken waren verloren echter hun positie en Ivanov kreeg politieke kritiek te verduren. Op 13 december 1930 werd Ivanov gearresteerd en voor vijf jaar naar Alma-Ata verbannen, waar hij ging werken aan het veterinaire-zoölogische instituut. Hij overleed op 61-jarige leeftijd te Alma-Ata.

## In andere media
Van schrijfster Hannah Bervoets verscheen in 2022 de roman Ivanov, losjes gebaseerd op het verhaal van Ilja Ivanov.